# 비자얄라야
비자얄라야(타밀어: விசயாலய, 788년 ~ 871년)는 고대 촐라 왕조의 후손으로, 촐라 왕조를 부활시키고 촐라 제국을 세웠다. 그는 카베리강 북쪽을 통치했다. 그는 유명한 상감 시대 촐라 왕 카리칼라의 후손 중 하나이다. 비자얄라야는 촐라 제국의 기초를 세운 그의 아들 아디티야 1세가 계승했다.

## 생애
팔라바 왕국의 우라이유르에서 옛 촐라 왕조의 후예로 태어난 비자얄라야는 8세기경 팔라바 왕국의 지배를 받던 촐라 지역의 봉건 영주였으며, 팔라바 왕국이 판디아 왕국과의 전쟁을 벌이는 틈을 타서 850년에 탄자부르를 점령하고 이곳을 수도로 삼은 후 팔라바 왕국으로부터 촐라 제국의 독립을 선포하며 촐라 왕조를 다시 부활시켰다.